# A5-ös autópálya (Olaszország)
Az A5-ös autópálya Torinot a Mont Blanc-alagúton keresztül Courmayeur városával köti össze. Másik neve az Autostrada della Valle d'Aosta , franciául Autoroute de la Vallée d'Aoste. 1961 óta működik. Hossza csaknem 143,4 km.

## Útvonal

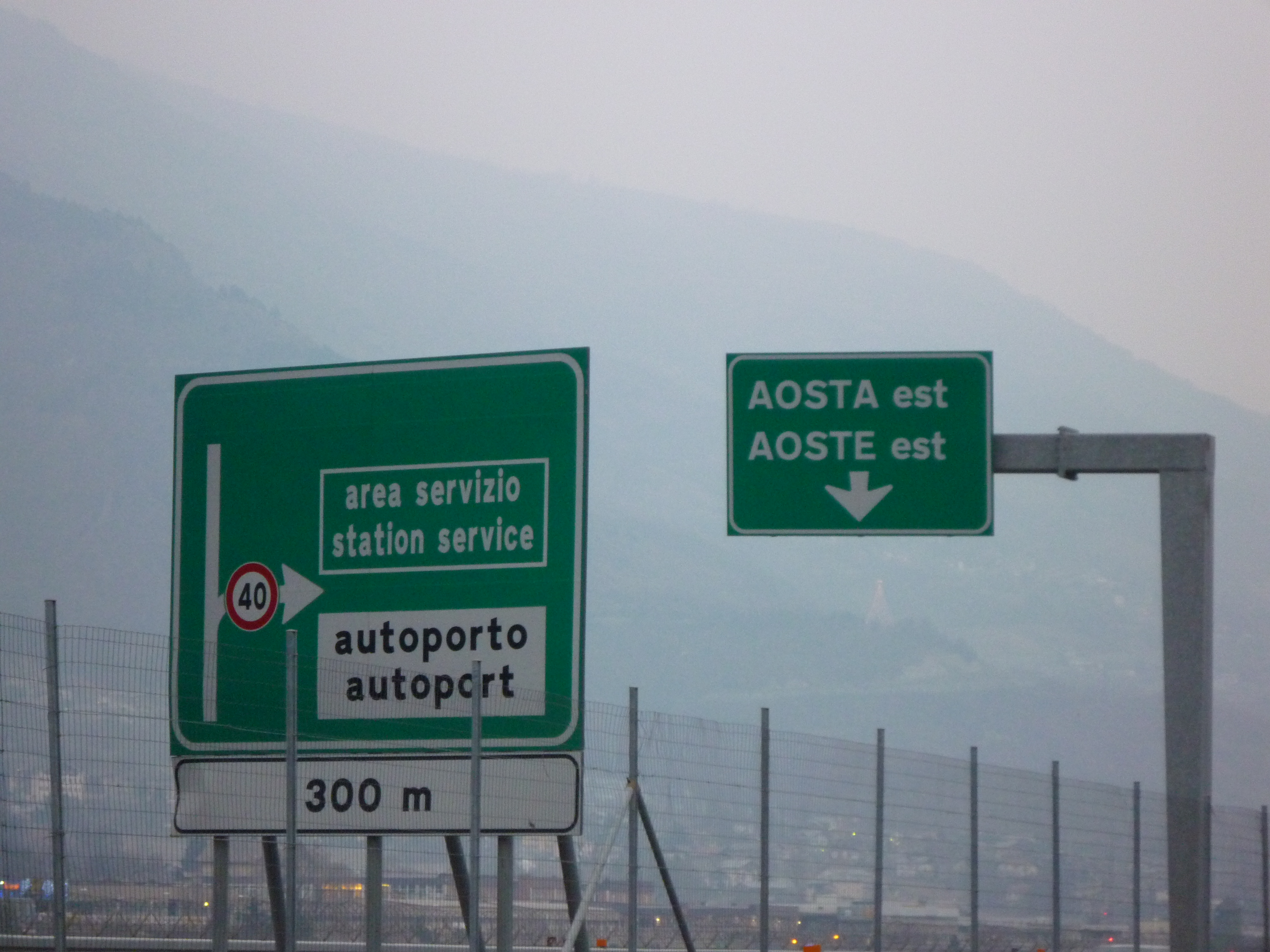
Az Aosta est lehajtó Torino irányában

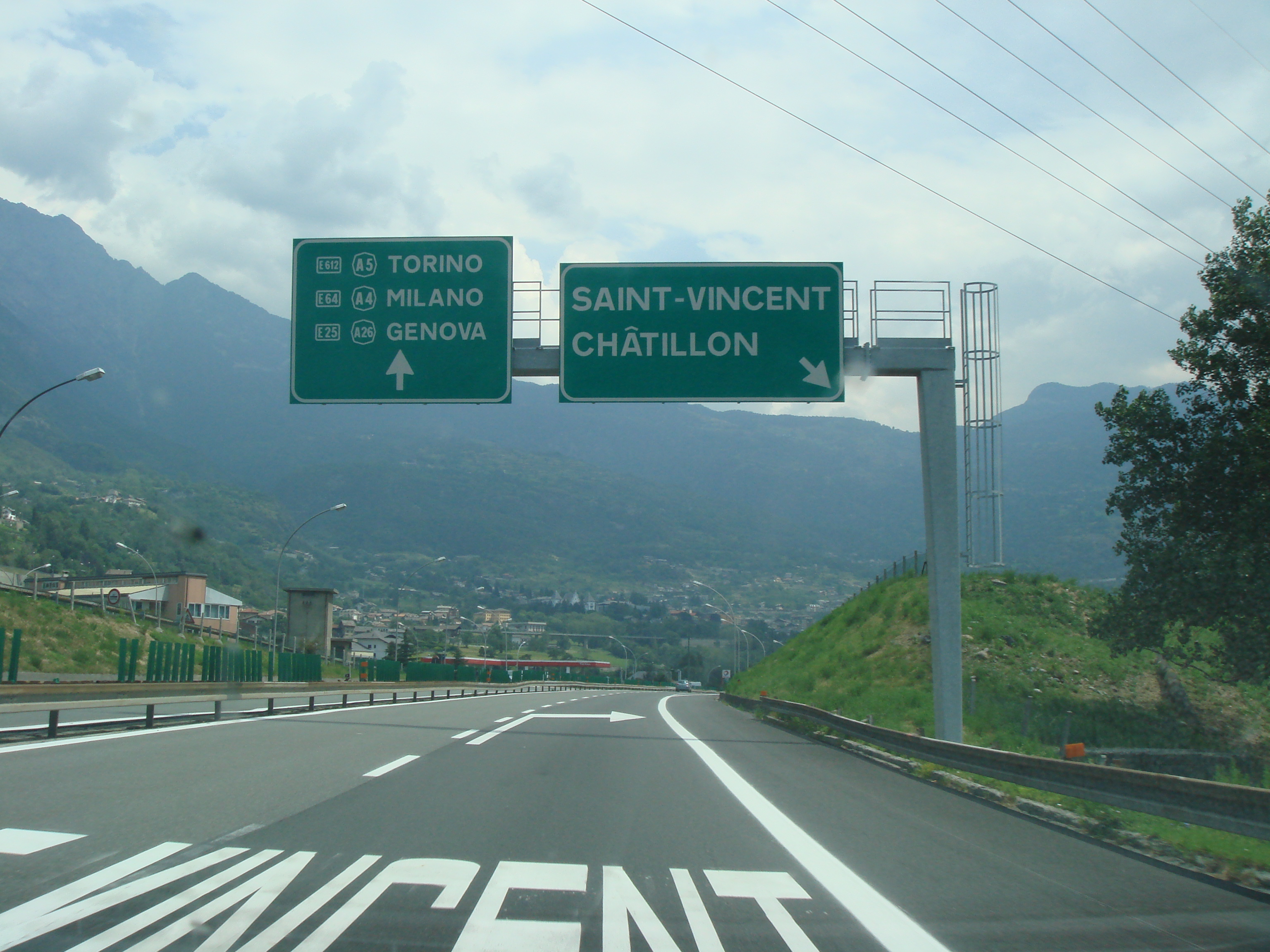
A Saint-Vincent lehajtó Torino irányában

| TORINO - MONTE BIANCO Autostrada del Monte Bianco |                                                                                         |                          |                      |       |            |
| Típus                                             | Jelölés                                                                                 | ↓km↓                     | ↑km↑                 | Megye | Európai út |
|                                                   | Corso Giulio Cesare (Torino)                                                            | 0                        | 143,4                | TO    |            |
|                                                   | A4 (autópálya, Olaszország)Torino - Trieszt                                             | 1,8                      | 140,2                | TO    |            |
|                                                   | Padana Superiore Abbadia di Stura                                                       | 2,2                      | 141,5                | TO    |            |
|                                                   | "Settimo Torinese Est" pihenőhely                                                       | 2,5 csak Aosta irányában | -                    | TO    |            |
|                                                   | Torino északi körgyűrű kijárat csak Torinó irányában Felhajtás csak Torinó felől        | 3,8                      | 139,2                | TO    |            |
|                                                   | Settimo Torinese                                                                        | 4                        | 138                  | TO    |            |
|                                                   | Torino nord                                                                             | 4                        | 138                  | TO    |            |
|                                                   | Volpiano                                                                                | 11                       | 131                  | TO    |            |
|                                                   | San Giorgio Canavese                                                                    | 25                       | 117                  | TO    |            |
|                                                   | Parkolóhely                                                                             | 31                       | 111                  | TO    |            |
|                                                   | Scarmagno                                                                               | 33                       | 109                  | TO    |            |
|                                                   | "Scarmagno" pihenőhely                                                                  | 35                       | 107                  | TO    |            |
|                                                   | Ivrea - Santhià felé Genova Voltri - Gravellona Toce                                    | 38                       | 104                  | TO    |            |
|                                                   | Ivrea                                                                                   | 40                       | 102                  | TO    |            |
|                                                   | Quincinetto                                                                             | 53                       | 89                   | TO    |            |
|                                                   | Saci parkolóhely                                                                        |                          |                      | AO    |            |
|                                                   | Pont-Saint-Martin                                                                       | 58                       | 84                   | AO    |            |
|                                                   | Arnad parkolóhely                                                                       | 64                       | 78                   | AO    |            |
|                                                   | Verrès                                                                                  | 70                       | 72                   | AO    |            |
|                                                   | "Saint-Vincent/Châtillon" pihenőhely                                                    | 81                       | 61                   | AO    |            |
|                                                   | Saint-Vincent/Châtillon                                                                 | 81                       | 61                   | AO    |            |
|                                                   | Prolex nord parkolóhely                                                                 | 85 Csak Aosta irányában  | -                    | AO    |            |
|                                                   | Chambave pihenőhely                                                                     | 89                       | 53                   | AO    |            |
|                                                   | Crêtes Dél parkolóhely                                                                  | -                        | Csak Aosta irányában | AO    |            |
|                                                   | Nus                                                                                     | 92                       | 50                   | AO    |            |
|                                                   | "Les Îles de Brissogne" pihenőhely                                                      | 98                       | 44                   | AO    |            |
|                                                   | Aosta Est / Aoste est - del Gran S. Bernardo Gran S. Bernardo alagút Államhatár - Svájc | 101                      | 41                   | AO    |            |
|                                                   | Aosta / Aoste                                                                           | 100                      | 42                   | AO    |            |
|                                                   | "Autoporto / Autoport sud" pihenőhely                                                   | 102                      | 40                   | AO    |            |
|                                                   | "Autoporto / Autoport" parkolóhely                                                      | 102                      | 40                   | AO    |            |
|                                                   | Parkolóhely                                                                             | 112                      | 30                   | AO    |            |
|                                                   | Aosta Ovest / Aoste ouest                                                               | 113                      | 29                   | AO    |            |
|                                                   | Morgex1                                                                                 | 131                      | 11                   | AO    |            |
|                                                   | Courmayeur Sud                                                                          | 138                      | 4                    | AO    |            |
|                                                   | Courmayeur Nord                                                                         | 142                      | 0                    | AO    |            |
|                                                   | Mont Blanc alagút Államhatár - Franciaország                                            | 143,4                    | 0                    | AO    |            |
| Autoroute A40                                     | N205 A40 autópálya                                                                      | -                        | -                    | -     |            |

1 : Kijárat csak Mont Blanc alagút és Felhajtó csak Torino irányában

### Fordítás
- Ez a szócikk részben vagy egészben  az   Autostrada A5 című olasz Wikipédia-szócikk fordításán alapul.  Az eredeti cikk szerkesztőit annak laptörténete sorolja fel. Ez a jelzés csupán a megfogalmazás eredetét és a szerzői jogokat jelzi, nem szolgál a cikkben szereplő információk forrásmegjelöléseként.